# Andrzej Rozenek

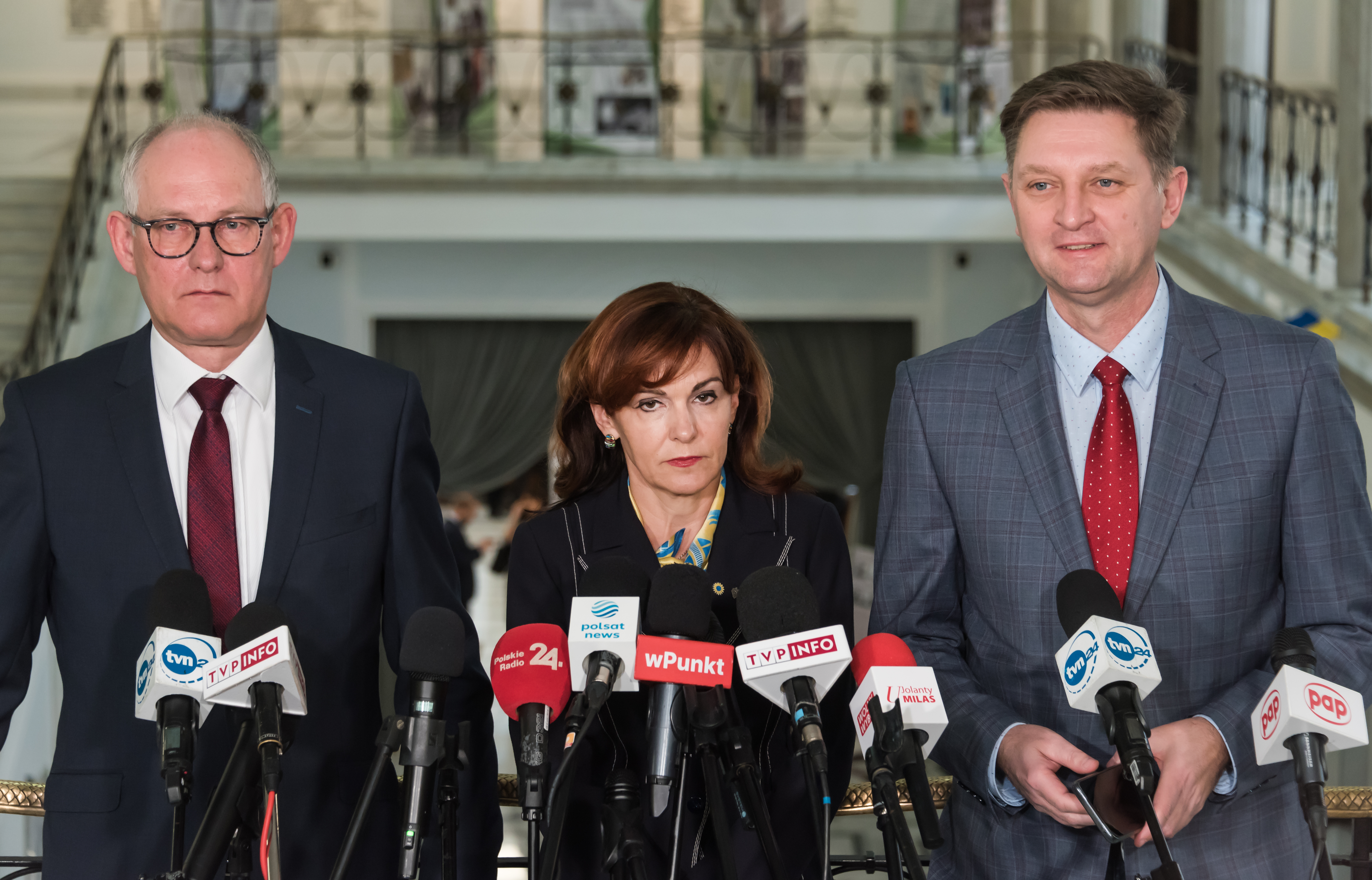
Andrzej Rozenek (z prawej) z Gabrielą Morawską-Stanecką i Robertem Kwiatkowskim podczas konferencji prasowej KP PPS w Sejmie (2022)

Andrzej Tadeusz Rozenek (ur. 17 marca 1969 w Warszawie) – polski dziennikarz i polityk, zastępca redaktora naczelnego tygodnika „Nie”, poseł na Sejm VII i IX kadencji.

## Życiorys
Jego rodzice działali w PZPR; ojciec pracował jako piwowar, a matka jako muzyk. Jego dziadek od strony matki, Czesław Tucholski, kierował browarami w Tychach i Warszawie.
W 1988 ukończył XLIV Liceum Ogólnokształcące im. Antoniego Dobiszewskiego w Warszawie. Próbował dostać się na Akademię Sztuk Pięknych, ostatecznie jednak podjął studia na Wydziale Dziennikarstwa i Nauk Politycznych Uniwersytetu Warszawskiego, które przerwał na piątym roku. W tym okresie działał w Zrzeszeniu Studentów Polskich, gdzie przewodniczył radzie uczelnianej i zasiadał w radzie naczelnej ZSP. W latach 1992–1993 był dyrektorem naczelnym ABKiSz „Alma-Art”, głównego organizatora festiwalu FAMA, a także redaktorem naczelnym studenckiego periodyku „Na Przekór”. W 1997 rozpoczął pracę w tygodniku „NIE”, od 1999 jako dziennikarz śledczy. W latach 2006–2011 i 2015–2019 pełnił funkcję zastępcy redaktora naczelnego tego tygodnika.
W wyborach parlamentarnych w 1993 bez powodzenia kandydował do Sejmu z listy Sojuszu Lewicy Demokratycznej. Był członkiem Polskiej Partii Socjalistycznej, później wstąpił do SLD. Został wiceprzewodniczącym Ogólnopolskiego Klubu Polsko-Niemieckiego Sąsiedztwa oraz członkiem Stowarzyszenia „Ordynacka” i Stowarzyszenia Neutrum. W 2010 był obok Adama Michnika i Leszka Millera członkiem polskiej delegacji uczestniczącej w spotkaniu Klubu Wałdajskiego.
W wyborach parlamentarnych w 2011 kandydował do Sejmu z listy Ruchu Palikota. Uzyskał mandat poselski zdobywając 15 793 głosy w okręgu katowickim. Niedługo później został wybrany na rzecznika prasowego klubu poselskiego Ruchu Palikota. W lutym 2012 wstąpił do tej partii. W październiku 2013 została ona przekształcona w Twój Ruch. Andrzej Rozenek zasiadł następnie w zarządzie nowej partii, został także jej rzecznikiem. W wyborach samorządowych w 2014 kandydował na urząd prezydenta m.st. Warszawy z ramienia Komitetu Wyborczego Wyborców Andrzeja Rozenka (oprócz TR poparła go również Partia Demokratyczna), zdobywając w I turze głosowania poparcie na poziomie 2,3% (14 223 głosy). Przed II turą głosowania wyraził poparcie dla Hanny Gronkiewicz-Waltz. 4 marca 2015 zrezygnował z funkcji pełnionych w Twoim Ruchu. Następnego dnia wystąpił z partii i został posłem niezrzeszonym. 29 czerwca tego samego roku wraz z m.in. Grzegorzem Napieralskim ogłosił powstanie partii Biało-Czerwoni, której został wiceprzewodniczącym (przewodniczącą została Aleksandra Popławska). W wyborach parlamentarnych w 2015 nie ubiegał się o reelekcję.
W lutym 2016 był jednym ze współtwórców stowarzyszenia Inicjatywa Polska. W czerwcu 2017 opuścił Biało-Czerwonych, powracając do SLD. W lipcu 2018 został ogłoszony kandydatem koalicji SLD Lewica Razem w wyborach samorządowych w tym samym roku na urząd prezydenta m.st. Warszawy. W październikowym głosowaniu otrzymał poparcie na poziomie 1,5% (13 370 głosów), zajmując 6. miejsce spośród 14 kandydatów. Kandydował wówczas również bezskutecznie do rady miasta, zdobywając 5131 głosów (5,47% poparcia w okręgu).
W wyborach parlamentarnych w 2019 wystartował z pierwszego miejsca na liście SLD do Sejmu w okręgu podwarszawskim. Otrzymał 38 495 głosów, uzyskując mandat posła IX kadencji. W parlamencie został wiceprzewodniczącym Komisji Obrony Narodowej. W 2021, po przekształceniu partii SLD w Nową Lewicę i powołaniu wewnątrz niej frakcji SLD, Andrzej Rozenek nie został do niej przyjęty, w związku z czym organy partii uznały, że jego członkostwo w ugrupowaniu wygasło. W grudniu 2021 odszedł z klubu parlamentarnego Lewicy, współtworząc koło Polskiej Partii Socjalistycznej (w lutym 2023 przekształcone w Koło Parlamentarne Lewicy Demokratycznej). Został również ponownie członkiem PPS, objął funkcję wiceprzewodniczącego CKW partii. W kwietniu 2023 został z niej odwołany, a w sierpniu tego samego roku wystąpił z partii. W wyborach w 2023 bezskutecznie kandydował do Sejmu X kadencji z listy Koalicji Obywatelskiej. Przystąpił potem do Platformy Obywatelskiej. W 2024 powrócił na stanowisko zastępcy redaktora naczelnego tygodnika „Nie”. W tym samym roku bez powodzenia startował z ramienia KO w wyborach do Parlamentu Europejskiego.

## Wyniki w wyborach ogólnopolskich
| Wybory | Komitet wyborczy                | Komitet wyborczy             | Organ             | Okręg          | Wynik          |
| ------ | ------------------------------- | ---------------------------- | ----------------- | -------------- | -------------- |
| 1993   |                                 | Sojusz Lewicy Demokratycznej | Sejm II kadencji  | nr 1           | 708 (0,09%)    |
| 2011   |                                 | Ruch Palikota                | Sejm VII kadencji | nr 31          | 15 793 (3,92%) |
| 2019   |                                 | Sojusz Lewicy Demokratycznej | Sejm IX kadencji  | nr 20          | 38 495 (6,4%)  |
| 2023   |                                 | Koalicja Obywatelska         | Sejm X kadencji   | nr 20          | 10 255 (1,40%) |
| 2024   | Parlament Europejski X kadencji | Koalicja Obywatelska         | nr 4              | 24 070 (1,84%) |                |